# Ferrol (Spanyolország)
Ferrol egy kikötőváros Spanyolország északnyugati részén, Galiciában, A Coruña tartományban. Ferrol Narón községgel határos. Lakosainak száma 64 218 fő (2024).

## Népesség
A település népessége az utóbbi években az alábbiak szerint változott:
| Lakosok száma | 80 347 | 77 859 | 76 399 | 74 273 | 72 963 | 70 389 | 68 308 | 66 065 | 64 785 | 64 218 |
|               | 2001   | 2004   | 2006   | 2009   | 2011   | 2014   | 2016   | 2019   | 2021   | 2024   |